# Ludzisławice
Ludzisławice (niem. Louisenaue)) – wieś w Polsce położona w województwie lubuskim, w powiecie gorzowskim, w gminie Santok.
W latach 1975–1998 miejscowość administracyjnie należała do województwa gorzowskiego.